# BTNHResurrection
BTNHResurrection  è il quarto album in studio del gruppo musicale statunitense Bone Thugs-n-Harmony, pubblicato il 29 febbraio 2000 dalla Ruthless Records.

## Tracce
1. Show 'Em – 5:15 (Bone Thugs-n-Harmony, Jimmy Thomas)
2. The Righteous Ones (feat. David's Daughter) – 4:32 (Bone Thugs-n-Harmony, Darren Hubbard)
3. 2 Glocks – 4:26 (Bone Thugs-n-Harmony, Jimmy Thomas)
4. Battlezone – 4:19 (Bone Thugs-n-Harmony, Lenton Terrell Hutton)
5. Ecstasy – 5:43 (Bone Thugs-n-Harmony, Tim Middleton)
6. Murder One – 4:15 (Bone Thugs-n-Harmony, Tim Middleton)
7. Souljahs Marching – 3:40 (Bone Thugs-n-Harmony, Jimmy Thomas)
8. Servin' Tha Fiends – 3:52 (Bone Thugs-n-Harmony, Tim Middleton)
9. Resurrection (Paper, Paper) – 5:15 (Bone Thugs-n-Harmony, Jimmy Thomas)
10. Can't Give It Up – 5:09 (Bone Thugs-n-Harmony, Tim Middleton)
11. Weed Song – 4:09 (Bone Thugs-n-Harmony, Tim Middleton)
12. Change the World (feat. Big B) – 4:31 (Bone Thugs-n-Harmony, Brian Parke, Tim Middleton)
13. Don't Worry – 5:35 (Bone Thugs-n-Harmony, Tim Middleton, Michael Hawkins, Leroy Hutson)
14. Mind On Our Money – 5:10 (Bone Thugs-n-Harmony, Tim Middleton)
15. No Way Out – 5:10 (Bone Thugs-n-Harmony, Jimmy Thomas)
16. One Night Stand (Bizzy Bone Solo) – 4:53 (Bizzy Bone, Darren Hubbard)

## Classifiche

### Classifiche settimanali
| Classifica (2000) | Posizione massima |
| ----------------- | ----------------- |
| Stati Uniti       | 2                 |

### Classifiche di fine anno
| Classifica (2000) | Posizione |
| ----------------- | --------- |
| Stati Uniti       | 63        |